# Список послов России в Баварии
В статье представлен список послов России в Баварии.

## Хронология дипломатических отношений
- 1785 год — установлены дипломатические отношения.
- 1787 год — открыта российская миссия в Мюнхене.
- 19 июля 1914 года — дипломатические отношения разорваны после объявления Германией войны России.

## Список послов
| Срок полномочий                  | Посол                                   | Годы жизни | Комментарии                               |
| -------------------------------- | --------------------------------------- | ---------- | ----------------------------------------- |
| 27 февраля 1785 — июль 1785      | Сергей Петрович Румянцев                | 1755—1838  | Посланник. К месту назначения не выехал   |
| 1785 — 1786                      | Алексей Иванович Криденер               | 1746—1802  | Посланник. К месту назначения не выехал   |
| 1 января 1787 — 8 ноября 1789    | Христофор Иванович Петерсон             | 1735—1789  | Посланник                                 |
| 8 ноября 1789 — 20 февраля 1795  | Иван Иванович Тункель                   |            | Поверенный в делах                        |
| 6 декабря 1789 — 26 января 1808  | Карл Яковлевич Бюлер                    | 1749—1811  | Посланник. Фактически с 20 февраля 1795   |
| 29 сентября 1808 — 10 июля 1812  | Иван Иванович Барятинский               | 1772—1825  | Посланник                                 |
| 1810 — 1811                      | Сергей Сергеевич Лашкарёв               | 1782—1858  | Поверенный в делах                        |
| 27 апреля 1815 — 10 ноября 1822  | Фёдор Петрович Пален                    | 1780—1863  | Посланник                                 |
| 10 ноября 1822 — 24 июля 1827    | Иван Илларионович Воронцов-Дашков       | 1790—1854  | Посланник                                 |
| 25 марта 1828 — 9 апреля 1832    | Иван Алексеевич Потёмкин                | 1780—1849  | Посланник                                 |
| 9 апреля 1832 — 12 февраля 1837  | Григорий Иванович Гагарин               | 1782—1837  | Посланник                                 |
| 28 июля — 22 августа 1836        | Фёдор Иванович Тютчев                   | 1803—1873  | Поверенный в делах                        |
| 16 марта 1837 — 26 июля 1863     | Дмитрий Петрович Северин                | 1792—1865  | Посланник                                 |
| 1 августа 1863 — 6 мая 1880      | Иван Петрович Озеров                    | 1806—1880  | Посланник                                 |
| 20 мая 1880 — 11 декабря 1882    | Николай Дмитриевич Остен-Сакен          | 1831—1912  | Посланник                                 |
| 22 марта 1883 — 27 марта 1884    | Егор Егорович Стааль                    | 1822—1907  | Посланник                                 |
| 2 апреля 1884 — 10 марта 1895    | Николай Дмитриевич Остен-Сакен          | 1831—1912  | Посланник                                 |
| 13 апреля 1895 — 19 августа 1897 | Михаил Аполлинариевич Хрептович-Бутенёв | 1844—1897  | Посланник                                 |
| 11 ноября 1897 — 18 ноября 1899  | Александр Петрович Извольский           | 1856—1919  | Посланник                                 |
| 18 ноября 1899 — 1 июля 1901     | Роман Романович Розен                   | 1847—1921  | Посланник                                 |
| 12 июня 1901 — 1902              | Михаил Николаевич Гирс                  | 1856—1932  | Посланник                                 |
| 1902 — 1912                      | Александр Владимирович Вестман          | 1846—1923  | Посланник                                 |
| 1912 — 14 апреля 1912            | Модест Николаевич Корф                  | 1862—1912  | Посланник. Умер до вступления в должность |
| 1912 — 19 июля 1914              | Николай Ильич Булацель                  | 1851—?     | Посланник                                 |